# Dacian Varga
Pour les articles homonymes, voir Varga.
Dacian Șerban Varga, né le 15 octobre 1984, est un footballeur roumain. Il joue au poste de milieu offensif gauche avec l'équipe roumaine du CF Sportul Studențesc Bucarest.

## Biographie

### En club
Dacian Varga commence très tôt le football dès l'âge de 8 ans où son père l'inscrit dans un club de futsal basé à Deva (Hunedoara). Il joue dans ce club jusqu'en 1996 puis il rejoint les équipes jeunes du grand club roumain du FC Dinamo Bucarest.
À l'âge de 12 ans il est entrainé par deux grandes légendes du club Gheorghe Mihali et Iulian Mihăescu. Avant de quitter le club pour un autre club de Bucarest : le CF Sportul Studențesc Bucarest, il est champion de Roumanie avec les jeunes du Dinamo.
Il décide donc de partir à l'âge de 17 ans dans le club du CF Sportul Studențesc Bucarest, il reste deux saisons a joué dans les équipes jeunes du club. Il débute donc en équipe première lors de la saison 2003-04 en deuxième division roumaine.
Après une très bonne saison, le CF Sportul Studențesc Bucarest devient champion de deuxième division et est promu en première division roumaine. Son premier match en première division est ironiquement contre son ancienne formation le FC Dinamo Bucarest. Après avoir joué 8 matchs cette saison il redevient un titulaire pour la saison suivante en jouant 28 matchs. Il marque son premier but contre SC Jiul Petroșani une équipe basé dans sa ville natale à Petroșani.
Lors de la saison 2006-07, son club est rétrogradé pour des raisons financières en deuxième division, il est véritablement le joueur indispensable de son équipe depuis le départ des cadres à cause de la relégation.
Mais en janvier 2009, il est prêté dans le club de FC Urziceni et découvre la Ligue des champions. Le 29 septembre 2009, il marque son premier but en Ligue des champions contre les allemands du VfB Stuttgart (1-1). Il retourne dans son club origine en décembre 2009 lors du mercato d'hiver.

### En sélection nationale
Dacian Varga commence par les espoirs roumains, il fait ses débuts contre la Turquie en février 2006. Roumanie perd le match et Varga joue 60 minutes. Le second match est contre la Suisse (3-3).
Le 11 février 2009, il honore sa première sélection avec la Roumanie contre la Croatie en match amical en entrant en jeu à la 87e minute à la place de son compatriote Ciprian Marica.

## Palmarès
| - CF Sportul Studențesc Bucarest - Roumanie division 2 - Vainqueur : 2004. |  | - FC Urziceni - Championnat de Roumanie - Vainqueur : 2009. |

## Carrière
| Saison      | Club                           | Pays                 | Championnat        | Coupes nationales | Coupe d'Europe        | Sélection Roumanie |
| ----------- | ------------------------------ | -------------------- | ------------------ | ----------------- | --------------------- | ------------------ |
| 2003-2004   | CF Sportul Studențesc Bucarest | Liga II              | 23 matchs / 3 buts | -                 | -                     | -                  |
| 2004-2005   | CF Sportul Studențesc Bucarest | Liga I               | 8 matchs           | -                 | -                     | -                  |
| 2005-2006   | CF Sportul Studențesc Bucarest | Liga I               | 28 matchs / 3 buts | -                 | -                     | -                  |
| 2006-2007   | CF Sportul Studențesc Bucarest | Liga II              | 23 matchs / 3 buts | -                 | -                     | -                  |
| 2007-2008   | CF Sportul Studențesc Bucarest | Liga II              | 22 matchs / 4 buts | -                 | -                     | -                  |
| 2008 - 2009 | CF Sportul Studențesc Bucarest | Liga II              | 16 matchs / 2 buts | -                 | -                     | 1 match            |
| 2008 - 2009 | FC Urziceni                    | Liga I               | 14 matchs / 4 buts | -                 | -                     | -                  |
| 2009 - 2010 | FC Urziceni                    | Liga I               | 8 matchs / 1 but   | -                 | 6 matchs / 1 but (C1) | 2 matchs           |
| 2009 - 2010 | Rapid Bucarest                 | Liga I               | 1 match            | -                 | -                     | -                  |
| 2010-2011   | CF Sportul Studențesc Bucarest | Liga I               | 15 matchs / 6 buts | -                 | -                     | -                  |
| 2011-2012   | Kouban Krasnodar               | Premier League russe | 27 matchs / 1 but  | -                 | -                     | 1 match            |

Dernière mise à jour le 17 juin 2012